# Ghada Shouaa
Ghada Shouaa (în arabă غادة شعاع; n. 10 septembrie 1972, Mhardeh, Subdistrictul Mhardeh, Guvernoratul Hama, Siria) este o fostă heptatlonistă siriană. La Jocurile Olimpice de vară din 1996, ea a câștigat prima și singura medalie de aur olimpică a țării ei.

## Biografie
Născută în micul oraș sirian Mahardah din Guvernoratul Hama, primul sport al lui Shouaa a fost baschetul. Ea a jucat câțiva ani la echipa națională a Siriei, dar apoi a decis să concureze la atletism. Ea a făcut primul ei concurs de heptatlon în 1991 și a fost trimisă imediat la Campionatele Mondiale din 1991 de la Tokyo, unde s-a clasat pe ultimul loc. Ea a încheiat primul sezon de atletism cu o medalie de argint la campionatele din Asia.
Shouaa a debutat la Jocurile Olimpice în Jocurile de la Barcelona din 1992, plasându-se pe locul 25, în ciuda unei accidentări. Descoperirea ei a venit abia în 1995, când a câștigat importanta întâlnire de heptatlon din Götzis, obținând 6715 puncte. Acest lucru a făcut-o una dintre favoritele pentru titlu la Campionatele Mondiale din 1995, desfășurate la Göteborg. După ce co-favorita Sabine Braun a renunțat din cauza unei accidentări, Shouaa a câștigat titlul cu o marjă confortabilă.
În sezonul următor, Shouaa a câștigat din nou întâlnirea Götzis, aducând recordul asiatic încă în picioare la 6942 de puncte. În Atlanta, trei luni mai târziu, ea și-a confirmat statutul de cea mai bună heptatlonistă de la acea vreme, câștigând prima medalie olimpică de aur a Siriei.
O accidentare gravă a distrus sezonul următor și ea nu a reușit să revină până în 1999, când s-a clasat pe locul trei la Campionatele Mondiale în spatele lui Eunice Barber. Shouaa a încercat să-și apere titlul olimpic la Sidney, dar s-a accidentat din nou și nici măcar nu a terminat prima probă. După această dezamăgire, ea a decis să se retragă din atletism.

### Războiul civil în Siria
În timpul unei vizite în Siria în 2013 sau 2014, în mijlocul războiului civil, Shouaa a apărut într-o imagine cu o mitralieră grea în timp ce însoțea Forțele Naționale de Apărare, o ramură a Forțelor Armate Siriene.
Într-un discurs, Shouaa a salutat Armata Arabă Siriană, spunând că mottoul armatei „Patrie, Onoare, Onestitate” reprezintă „fiecare sirian cinstit din care își are capacitatea de statornicie și de a realiza realizări de dragul Siriei”.
Acum locuiește în Germania.

## Concursuri
| An                 | Competiție             | Locație                | Loc                | Eveniment            | Note               |
| Representând Siria | Representând Siria     | Representând Siria     | Representând Siria | Representând Siria   | Representând Siria |
| ------------------ | ---------------------- | ---------------------- | ------------------ | -------------------- | ------------------ |
| 1991               | Campionatele Mondiale  | Tokyo, Japonia         | 24                 | Heptatlon            | 5066 pct           |
| 1991               | Campionatele Asiatice  | Kuala Lumpur, Malaysia | 2                  | Heptatlon            | 5425 pct           |
| 1991               | Campionatele Arabe     | Latakia, Siria         | 1                  | Săritură în înălțime | 1,60 m             |
| 1991               | Campionatele Arabe     | Latakia, Siria         | 1                  | Săritură în lungime  | 5,50 m             |
| 1991               | Campionatele Arabe     | Latakia, Siria         | 1                  | Aruncarea suliței    | 41,92 m            |
| 1992               | Jocurile Olimpice      | Barcelona, Spania      | 25                 | Heptatlon            | 5278 pct           |
| 1993               | Jocurile Mediteraneene | Narbonne, Franța       | 8                  | Săritură în lungime  | 6,13 m             |
| 1993               | Jocurile Mediteraneene | Narbonne, Franța       | 2                  | Heptatlon            | 6168 pct           |
| 1993               | Campionatele Mondiale  | Stuttgart, Germania    | –                  | Heptatlon            | NT                 |
| 1993               | Campionatele Arabe     | Latakia, Siria         | 1                  | 800 m                | 2:14,7             |
| 1993               | Campionatele Arabe     | Latakia, Siria         | 1                  | 100 m garduri        | 14,44 s            |
| 1993               | Campionatele Arabe     | Latakia, Siria         | 1                  | Săritură în înălțime | 1,75 m             |
| 1993               | Campionatele Arabe     | Latakia, Siria         | 1                  | Săritură în lungime  | 6,07 m             |
| 1993               | Campionatele Arabe     | Latakia, Siria         | 1                  | Aruncarea suliței    | 50,54 m            |
| 1993               | Campionetele Asiatice  | Manila, Filipine       | 1                  | Heptatlon            | 6259 pct           |
| 1994               | Jocurile Bunăvoinței   | St. Petersburg, Rusia  | 3                  | Heptatlon            | 6361 pct           |
| 1994               | Jocurile Asiatice      | Hiroshima, Japonia     | 1                  | Heptatlon            | 6360 pct           |
| 1995               | Campionatele Mondiale  | Göteborg, Suedia       | 1                  | Heptatlon            | 6651 pct           |
| 1995               | Campionatele Arabe     | Cairo, Egipt           | 1                  | Săritură în înălțime | 1,80 m             |
| 1995               | Campionatele Arabe     | Cairo, Egipt           | 1                  | Săritură în lungime  | 6,64 m             |
| 1995               | Campionatele Arabe     | Cairo, Egipt           | 1                  | Aruncarea suliței    | 53,72 m            |
| 1996               | Jocurile Olimpice      | Atlanta, Statele Unite | 1                  | Heptatlon            | 6780 pct           |
| 1999               | Jocurile Panarabe      | Amman, Iordania        | 1                  | Săritură în înălțime | 1,78 m             |
| 1999               | Jocurile Panarabe      | Amman, Iordania        | 2                  | Săritură în lungime  | 6,19 m             |
| 1999               | Jocurile Panarabe      | Amman, Iordania        | 2                  | Aruncarea greutătii  | 16,25 m            |
| 1999               | Jocurile Panarabe      | Amman, Iordania        | 1                  | Aruncarea suliței    | 55,14 m            |
| 1999               | Campionatele Mondiale  | Sevilia, Spania        | 3                  | Heptatlon            | 6500 pct           |
| 2000               | Jocurile Olimpice      | Sidney, Australia      | –                  | Heptatlon            | NT                 |